# Tóth Auguszta
Tóth Auguszta (Szekszárd, 1967. november 9. –) Jászai Mari-díjas magyar színésznő, érdemes művész.

## Élete
Érettségi után előbb a Juhász Gyula Tanárképző Főiskolára vették fel, de miután felvételt nyert a Színház- és Filmművészeti Főiskolára is, előbb együtt próbálta végezni a két szakot, majd végül a Színművészetit választotta, amit 1987 és 1991 között végzett el (osztályfőnökei Horvai István és Kapás Dezső voltak).
Első fellépései 1989-ben a Nemzeti Színházban voltak, azóta számos – főként budapesti – színházban játszott. 1990-ben a veszprémi Petőfi Színházban és a Radnóti Miklós Színházban, 1991-ben a Radnóti mellett a Játékszínben és a zalaegerszegi Hevesi Sándor Színházban dolgozott. 1992-ben az Arizona Színház, 1993-ban a Művész Színház, 1995-ben a Thália Színház, 1996-ban a Thália-Társaság, 1997-ben a szolnoki Kelemen László Színkör, 1998-ban pedig az Új Színház tagja lett. 2002-ben került vissza ismét a Nemzeti Színházhoz, tagként, emellett sokat játszott a 2000-es években a Játékszínben is. 2010-ben a székesfehérvári Vörösmarty Színház társulatának tagja lett. 2013 nyarán a 13. Pécsi Országos Színházi Találkozó színészzsűrijének tagja volt. A 2013-as őszi szezontól ismét a Nemzeti Színházban játszik.
Bár amikor fiatalon választásra kényszerült, hogy a két főiskola közül melyiket végezze el, nem a tanárszakot választotta, ettől függetlenül nem vesztette el a tanítás iránti érdeklődését sem: 2012-ben elvállalta egy drámaszakkör vezetését a Bálint Márton Iskolában.
2016-ban egy énekes lemeze is megjelent, Érzések címmel.
2021. Ébredések címmel megjelenik  második zenei albuma . Zeneszerző : Pintér Tibor szövegíró : Tóth Auguszta Lemezbemutató 2021. Nemzeti Szinház ; a lemez a YouTube-on elérhető

## Fontosabb szerepei

### Színházi szerepei
- Ellen (Schizgal: Szerelem, Ó) – 1989, Színház-és Filmművészeti Főiskola, rendező: Kapás Dezső
- Pendzsi (Szép Ernő: Vőlegény) – 1989, Nemzeti Színház, rendező: Szőke István
- Izabella (Molnár Ferenc: Pál utcai fiúk) – 1989, Nemzeti Színház, rendező: Békés Pál
- Mária (Sütő András: Advent a Hargitán) – 1989, Nemzeti Színház, rendező: Sík Endre
- Lili (Helmann: Régimódi játékok) – 1990, Petőfi Színház, rendező: Szurdi Miklós
- Edit (Földes: Kőszívű ember fiai) – 1990, Petőfi Színház, rendező: Szőnyi G. Sándor
- Ilonka (Erdélyi Mihály: Lesz még nekünk szebb életünk) – 1990, Józsefvárosi Színház, rendező: Bezerédi Zoltán
- Belin (Molière: Képzelt beteg) – 1990, Radnóti Színház, rendező: Valló Péter
- Igazgató felesége (Maurice Druon: Amerikából jöttem) – 1990, Színház-és Filmművészeti Főiskola, rendező: Hegyi Árpád Jutocsa
- Fela (Hose Trian: Gyilkosok Éjszakája) – 1991, Ódry Színpad, rendező: Ruszt József
- Támár (Peter Schaffer: Jonadab) – 1991, Hevesi Sándor Színház, rendező: Csiszár Imre
- Dunya (Dosztojevszkij: Bűn és bűnhődés) – 1991, Petőfi Színház, rendező: Kapás Dezső
- Aranka (Nagy András: Magyar három nővér) – 1991, Játékszín, rendező: Kapás Dezső
- Lucy (Pozsgai Zsolt: Kölyök, musical) – 1992, Arizona Színház, rendező: Pozsgai Zsolt
- Olga (Dürrenmatt: Meteor) – 1992, Arizona Színház, rendező: Valló Péter
- Elén (Arichen: Megint hazudtál) – 1992, Arizona Színház, rendező: Várkonyi Gábor
- Emese (Bereményi Géza: Légköbméter) – 1992, Éjszakai Színház Budapest, rendező: Kővári Katalin
- Elizabeth (Bronté: Üvöltő szelek) – 1993, Művész Színház, rendező: Garas Dezső
- Lucy (Brecht–Weill: Koldusopera) – 1993, Művész Színház, rendező: Taub János
- Andrea (Sartre: Szájkosár) – 1993, Művész Színház, rendező: Taub János
- Nasztaszja Petrovna (Dosztojevszkij: A nagybácsi álma) – 1993, Művész Színház, rendező: Vaszilijev
- Marianne (Molière: Tartuffe) – 1995, Thália Társaság, rendező: Tompa Gábor
- Casilda (Hugo: A királyasszony lovagja) – 1995, Thália Társaság, rendező: Taub János
- Gizike (Fejes Endre: Rozsdatemető) – 1995, Thália Társaság, rendező: Csiszár Imre
- Fanchette (Ödön von Horváth: Figaro válik) – 1995, Thália Társaság, rendező: Iglódi István
- Nő (Steinbeck: Egerek és emberek) – 1995, Thália Társaság, rendező: Balikó Tamás
- Checca (Goldoni: Chioggiai csetepaté) – 1995, Kelemen László Színkör, rendező: Taub János
- Mrs. Ernskine (Donald Churchill: Édes bosszú) – 1998, Játékszín, rendező: Szirtes Tamás
- Báthory Zsófia (Pozsgai Zsolt: Fekete méz) – 1998, Vigadó Budapest, rendező: Pozsgai Zsolt
- Cristina (Cervantes: Szószátyárok) – 1998, Új Színház, rendező: Valló Péter
- Carol Melkett (Schaffer Péter: Black Comedy) – 1999, Játékszín, rendező: Balázsovits Lajos
- Olympia (Molnár Ferenc: Olympia) – 1999, Játékszín, rendező: Balázsovits Lajos
- Arsinoe (Molière: A mizantróp) – 1999, Új Színház, rendező: Rudolf Péter
- Antoinette (Feydeau: Bolha a fülben) – 2000 Új Színház, rendező: Vidnyánszky Attila
- Judit (Bartish Attila: Nyugalom- Anyám Kleopátra) – 2002, Nemzeti Színház, rendező: Garas Dezső
- Olga (Vaszary: Bubus) – 2000, Játékszín, rendező: Balázsovits Lajos
- Fráter Erzsébet (Egressy Zoltán: Vesztett Éden) – 2004, Thália Színház, rendező: Kővári Katalin
- Elaine-Jeanette (Neil Simon: Pikáns Percek Lovagja) – 2007, Aranytíz, rendező: Pozsgai Zsolt
- Dorina, Tomao házvezetőnője (Vajda Katalin: Anconai szerelmesek) – 2009, Budaörsi Latinovits Színház
- Jusztina, Anya (Milan Kundera: Jakab és az Ura) – 2009, Budaörsi Latinovits Színház
- Claudine (Molière: Dandin avagy a megcsúfolt férj) – 2010.
- Jucika (Egressy Zoltán: Portugál) – 2010, Vörösmarty Színház
- Sonia (Schwartz-Telebak: Godspell) – 2010, Vörösmarty Színház
- Lady Macbeth (William Shakespeare: Macbeth) – 2011, Vörösmarty Színház
- Korláthy grófnő (Bakonyi-Szirmai: Mágnás Miska) – 2011, Vörösmarty Színház
- Clara Wieck Schumann (Israela Margalit: Trió) – 2011, Vörösmarty Színház
- Cecília Lippert-Weilersheim (Kálmán Imre: A csárdáskirálynő) – 2011, Vörösmarty Színház
- Panna (Tamási Áron: Vitéz lélek) – 2013, budapesti Nemzeti Színház
- Joy (William Nicholson: Árnyország) – 2014, Csiky Gergely Színház, rendező: Dér András
- Kócsag (Szarka Tamás: Éden Földön-Hany Istók legendája) – 2015, Bozsik Yvette Társulat
- Ledér (Vörösmarty Mihály: Csongor és Tünde) – 2016, Nemzeti színház
- A nő (Artur Miller: Az ügynök halála) – 2017, Nemzeti Színház
- Rose, bedolgozó költő (Brian Friel: Pogánytánc) – 2018, Nemzeti Színház

### Filmjei
- Távollét hercege (rendező: Tolmár Tamás) – 1991
- Hölgyek és urak (rendező: Hajdufy Miklós)...Magda – Sipos lánya – 1991
- Szerelem (rendező: Makk Károly)...Felícia – 1991
- Família Kft. (tv-sorozat) 1 epizód (rendező: Szurdi Miklós)...Judit – 1992
- Boldog békeidők (rendező: Horváth Z. Gergely)...Piroska – 1992
- Bukfenc (Pajer Róbert)...Pomponette – 1993
- Isten madárkái (rendező: Felvidéki Judit)...Démon – 1994
- Pá, drágám (rendező: Felvidéki Judit) – 1994
- Szappanbuborék (rendező: Szántó Erika) – 1996
- Privát kopó (rendező: Szurdi Miklós)
- Kisváros (tv-sorozat) 182 epizód (rendező: Várkonyi Gábor)...Komlósi Mari – 1993-2001
- Előre! (rendező: Erdélyi Dániel)...Éva, Kutas felesége – 2002
- Üvegtigris 3. (rendező: Rudolf Péter, Kapitány Iván)...feleség – 2010
- Társas játék (tv-sorozat) 3 epizód (alkotó: Dalit Kahan)...recepciós – 2013
- Fallen (rendező: Scott Hicks)...Todd anyja – 2016
- Magyar Passió (rendező: Eperjes Károly) – 2021
- Cella – Letöltendő élet (rendező: Csillag Mano) ...Ilona – 2023
- A renitens (rendező: Miklauzic Bence) ...Radványi Réka – 2024
- Ők tudják, mi a szerelem (rendező: Rátóti Zoltán, Tősér Ádám) – 2024

### Szinkronszerepei
- Carrie Fisher (Leia hercegnő) szinkronhangja volt a Csillagok háborúja VI: A jedi visszatér című filmben.
- Jennifer Lopez szinkronhangja volt az Angyali szemek című filmben.
- Katrin Cartlidge (Annie Chapman) szinkronhangja volt A pokolból című filmben.
- Jayne Ashbourne (Sally Benn) szinkronhangja volt A jog útvesztőjében című sorozatban.
- Anne Heche (Jessica Haxon) szinkronhangja volt a HUNG – Neki áll a zászló című sorozatban.
- Catherine Bell (Maj./Lt. Col. Sarah 'Mac' MacKenzie) szinkronhangja volt JAG – Becsületbeli ügyek című sorozatban.
- Xenia Seeberg (Angie Wilhelm) szinkronhangja volt a Kedves nővérkék című sorozatban.
- Megan Porter Follows (Kate Benedict) szinkronhangja volt a Második lehetőség című sorozatban.
- Serena Scott Thomas (Emilia Gould) szinkronhangja volt a Nostromo című sorozatban.
- Simone Buchanan (Laura Harris/Anna Dodwell) szinkronhangja volt a Partisétány Ausztrália című sorozatban.
- Ulrike Mai (Elke Richards) szinkronhangja volt a Stephanie című sorozatban.
- Anna Kanakis (Giulia Cairo) szinkronhangja volt a Századvég című sorozatban.
- A homok titkai – Tŏnia
- Poppy Montgomery (Jennifer Lukens) szinkronhangja volt a Viszonyok című sorozatban.[6]

### Hangjátékok
- Csehov: Sirály (1997) .... Mása

## Díjai, elismerései
- Colombina-díj (2002)
- POSZT – Legjobb női alakítás díja (2012)
- Jászai Mari-díj (2012)
- Érdemes művész (2019)[7]
- Szeleczky Zita-emlékgyűrű (2021)[8]
- Havasi István-díj (2021)[9]
- Szörényi Éva-díj (2025)[10]

## Magánélete
Férjével, Pécskövi Tiborral – akivel 2005 júliusában kelt egybe – és gyermekeivel, Mátéval és Sárával (akik közül Máténak az esküvő napján volt a keresztelője) Törökbálinton él. Színészi munkája mellett nagyon sokat sportol: tornázik, úszik, jógázik és rendszeresen fut.